# يان أونغ كياو
يان أونغ كياو (بالبورمية: ရန်အောင်ကျော်)‏ هو لاعب كرة قدم ميانماري في مركز الوسط، ولد في 4 أغسطس 1989 في يانغون في ميانمار. شارك مع منتخب ميانمار تحت 23 سنة لكرة القدم ومنتخب ميانمار لكرة القدم. أما مع النوادي، فقد لعب مع نادي يانغون يونايتد.

## وصلات خارجية
- يان أونغ كياو على موقع الاتحاد الدولي (مؤرشف)  (الإنجليزية)
- يان أونغ كياو على موقع قاعدة بيانات كرة القدم.إي يو (الإنجليزية)
- يان أونغ كياو على موقع ناشيونال فوتبول تيمز (الإنجليزية)
- يان أونغ كياو على موقع Soccerway.com (الإنجليزية)
- يان أونغ كياو على موقع عالم كرة القدم.نت (الإنجليزية)